# Dol - Suha
Dol-Suha je naselje v Občini Rečica ob Savinji.
Naselje je do leta 2006 sodilo v občino Mozirje.